# Ассирийский новоарамейский язык
Ассири́йский литерату́рный язы́к (атурая, сурет; самоназвание — ܣܘܪܝܬ [ˈsu:rɪθ]) — литературный новоарамейский язык, используемый ассирийцами. Основан на урмийских диалектах.
Ассирийский арамейский и новоарамейский язык[что?] возникли из одного диалекта ассирийского языка, который использовался в Ассирии между V веком до н. э. и I веком н. э. Имеется также некоторое шумерское и аккадское влияние, особенно в лексике.
Письменность справа налево, основана на восточноассирийском варианте сирийского письма.

## История
Во времена классической античности арамейский был языком торговли, коммерции и общения на территории Ближнего Востока.
Сирийский язык возник из арамейского под влиянием диалектов аккадского. Слово Сирия и прилагательное сирийский возникли около IX века до н. э. как греческое искажение слова Ассирия. На современном ассирийском языке существует обширная литература, включающая в себя героический эпос Катыне Габбара.

## Графика
Ассирийский новоарамейский язык имеет 22 согласных и 3 гласных. Согласные фонемы:
| транслитерация | a                          | b   | g   | d   | h   | w        | z   | ḥ   | ṭ    | y   | k   | l   | m   | n   | s   | ʿ                               | p   | ṣ    | q   | r   | š   | t        |
| буква          |                            |     |     |     |     |          |     |     |      |     |     |     |     |     |     |                                 |     |      |     |     |     |          |
| произношение   | в зависимости от огласовки | [b] | [ɡ] | [d] | [h] | [w], [v] | [z] | [x] | [tˤ] | [j] | [k] | [l] | [m] | [n] | [s] | в зависимости от огласовки, [e] | [p] | [sˤ] | [q] | [r] | [ʃ] | [t], [θ] |

Многие согласные буквы обозначаются с помощью диакритики: ܒܼ [v], ܟܼ [h], ܓܼ [ɣ], ܦ̮ [f], ܟ̰ [tʃ], ܓ̰ [ʤ], ܫ̰ [ʒ].
Огласовки птаха и зкапа читаются как а: ܬܵ ܬܲ ta. Огласовка злама кирья читается как i: ܬܸ ti. Огласовка злама йарыха читается как i или e: ܬܹ ti, te. Огласовка рваха представляет собой букву ܘ с точкой вверху и читается как o или u: ܘ̇. Огласовка рваса представляет собой букву ܘ с точкой внизу и читается как u: ܘ݂. Огласовка хваса ставится только под буквой y и читается как i: ܝ݂ .
Огласовка талкана — косая или горизонтальная черта над буквой, показывающая, что буква не читается: ܬ̄.
Огласовка сйамэ, являясь графическим показателем множественного числа существительных и прилагательных, обычно ставится над предпоследней буквой: ܬ̈.

### Реформы в СССР
В 1920-30-е годы для ассирийцев СССР был создан алфавит сначала на кириллической, а затем на латинской графической основе.
Кириллический алфавит был создан в 1927 г. и включал следующие буквы: А a, Б б, В в, Г г, D d, E е, Ә ә, Ж ж, З з, И и, Ј j, К к, Ԛ ԛ, L l, М м, Н н, О о, П п, Р р, С с, Т т, Т t, У у, Х х, H h, Ч ч, Ш ш, Ы ы, а также буквосочетание dж. Заглавные буквы в парах Т т — T t и Н н — H h совпадали по начертанию.
В 1930 году был разработан и внедрён латинизированный ассирийский алфавит: A a, B в, C c, Ç ç, D d, E e, Ә ә, F f, G g, H h, I i, J j, K k, L l, M m, N n, O o, P p, Q q, R r, S s, Ş ş, T t, Ț ţ, U u, V v, X x, Z z, Ƶ ƶ, Ь ь. В разных изданиях колебалось написание строчной буквы в — b, а также форма «хвостика» у буквы ţ. Буква F f (использовалась только для написания иноязычных заимствований) была введена в алфавит решением совещания по вопросам ассирийской орфографии, прошедшего 26-29 апреля 1933 года. На этом же совещании высказывались предложения ввести в алфавит буквы Ɛ ɛ, Ө ө, Y y, Ƣ ƣ. Этот алфавит был выведен из употребления в 1938 году.
Соответствие алфавитов:
| Кириллица | Латиница |     | Кириллица | Латиница |     | Кириллица | Латиница |       | Кириллица | Латиница |  | Кириллица | Латиница |
| --------- | -------- | --- | --------- | -------- | --- | --------- | -------- | ----- | --------- | -------- |  | --------- | -------- |
| А а       | Ә ә      |     | Ә ә       | A a      |     | Ԛ ԛ       | K k      |       | Р р       | R r      |  | H h       | H h      |
| Б б       | B в      | Ж ж | Ƶ ƶ       | L l      | L l | С с       | S s      | Ч ч   | C c       |          |  |           |          |
| В в       | V v      | З з | Z z       | М м      | M m | Т т       | T t      | Ш ш   | Ş ş       |          |  |           |          |
| Г г       | G g      | И и | I i       | Н н      | N n | Т t       | Ț ţ      | Ы ы   | Ь ь       |          |  |           |          |
| D d       | D d      | Ј j | J j       | О о      | O o | У у       | U u      | Dж dж | Ç ç       |          |  |           |          |
| Е е       | E e      | К к | Q q       | П п      | P p | Х х       | X x      | Ф ф   | F f       |          |  |           |          |

| - Ассирийский алфавит на основе кириллицы из советского букваря 1930 г. - Ассирийский алфавит на основе латиницы из советского букваря 1936 г. |

## Фонетика
|               |               | Губные | Губные | Зубные/ Альвеолярные | Зубные/ Альвеолярные | Зубные/ Альвеолярные | Зубные/ Альвеолярные | Палатальные | Палатальные | Заднеязычные | Заднеязычные | Увулярные | Увулярные | Фарингальные | Фарингальные | Глоттальные | Глоттальные |
| чистые        | чистые        | Губные | Губные | фарингализированные  | фарингализированные  |                      |                      | Палатальные | Палатальные | Заднеязычные | Заднеязычные | Увулярные | Увулярные | Фарингальные | Фарингальные | Глоттальные | Глоттальные |
| ------------- | ------------- | ------ | ------ | -------------------- | -------------------- | -------------------- | -------------------- | ----------- | ----------- | ------------ | ------------ | --------- | --------- | ------------ | ------------ | ----------- | ----------- |
| Носовые       | Носовые       |        | m      |                      | n                    |                      |                      |             |             |              |              |           |           |              |              |             |             |
| Взрывные      | Взрывные      | p      | b      | t                    | d                    | tˤ                   |                      | tʃ          | dʒ          | k            | ɡ            | q         |           |              |              | ʔ           |             |
| Фрикативные   | сибилянты     |        |        | s                    | z                    | sˤ                   |                      | ʃ           |             |              |              |           |           |              |              |             |             |
| Фрикативные   | не сибилянты  | f      |        | θ                    | ð                    |                      |                      |             |             | x            | (ɣ)          |           |           |              | (ʕ)          | h           |             |
| Аппроксиманты | Аппроксиманты |        | w      |                      | l                    |                      |                      |             | j           |              |              |           |           |              |              |             |             |
| Дрожащие      | Дрожащие      |        |        |                      | r                    |                      |                      |             |             |              |              |           |           |              |              |             |             |

- Некоторые носители могут произносить /q/ как [k].
- В урмийских диалектах, /g/ произносится как [dʒ][13].
- /k/ может произноситься как [tʃ].

## Грамматика

### Существительное
Существительное характеризуется категорией рода (мужской и женский) и числа (единственное и множественное). Существительные мужского рода не маркированы (ktava «книга»), основным суффиксом женского рода является -ta (tarbita «воспитание»). К существительным женского рода относятся названия лиц женского пола (yimma «мать»), названий парных органов (aina «глаз»), стран, городов и сторон света (Babil «Вавилон», taimna «юг»), а также ряд других слов (šmaya «небо», laglag «аист», adat «обычай»). Некоторые слова могут употребляться как в мужском, так и в женском роде (duka «место»). Множественное число графически изображается при помощи сйамэ (двух точек), обычно располагаемых над предпоследней буквой слова. Суффиксами множественного числа являются -e (kipa «камень» — kipe), -ane (alula «улица» — alulane), -ate (pnita «район» — pniyate). Иногда множественное число образуется с помощью геминации последней согласной (topa «колесо» — topape). Падежные отношения выражаются с помощью служебных слов. Категория состояния в современном ассирийском языке утрачена.

### Прилагательное
Прилагательные делятся на изменяемые (gura «большой») и неизменяемые (jalde «быстрый»). Формы изменяемых прилагательных приведены в таблице. Степени сравнения прилагательных выражаются аналитически: buš gura «больший», buš gura min kul «наибольший».
|          | Singularis | Pluralis |
| Masculin | gura       | gure     |
| Feminin  | gurta      | gure     |

### Местоимение
Самостоятельные личные местоимения выглядят следующим образом:
|    | Singularis | Pluralis |
| 1  | ana        | axnan    |
| 2  | at         | axtun    |
| 3m | av         | ani      |
| 3f | ai         | ani      |

Местоименные суффиксы, свойственные всем семитским языкам, представлены ниже:
|    | Singularis | Pluralis |
| 1  | i          | an       |
| 2m | ux         | oxun     |
| 2f | ax         | oxun     |
| 3m | u          | e        |
| 3f | o          | e        |

Кроме того, в ассирийском языке существуют и отдельные притяжательные местоимения:
|    | Singularis | Pluralis |
| 1  | diyi       | diyan    |
| 2m | diyux      | diyoxun  |
| 2f | diyax      | diyoxun  |
| 3m | diyu       | diye     |
| 3f | diyo       | diye     |

Например, словосочетание «моя работа» можно перевести как pulxani или pulxana diyi (pulxana «работа»).

### Числительное
В ассирийском, как и в других семитских языках, числительные различаются по роду, причём некоторые формы разных родов совпали в произношении (но не в написании). Ниже приводятся формы числительных от 1 до 10:
|    | Masculin | Feminin |
| 1  | xa       | xda     |
| 2  | tre      | tarte   |
| 3  | tla      | tla     |
| 4  | arpa     | arpa    |
| 5  | xamša    | xamiš   |
| 6  | išta     | išit    |
| 7  | šavva    | išva    |
| 8  | tmanya   | tmane   |
| 9  | itša     | itša    |
| 10 | isra     | isar    |

### Глагол
В ассирийском языке представлены три глагольные породы: I («основная»), II («интенсивная») и III («каузативная»). Значение интенсивности давно утрачено, но породы можно отчасти сопоставить по признаку переходности: в I породе представлены как переходные, так и непереходные глаголы, во II и III — только переходные глаголы. Инфинитивы образуются по схемам: p’ala (I), pa’ule (II), map’ule (III).
В изъявительном наклонении выделяются следующие времена: настоящее обычное, настоящее длительное, настоящее завершённое, прошедшее обычное, прошедшее длительное, будущее.
В настоящем обычном времени, образуемым присоединением частицы ki и суффиксов к формам юссива (классического сирийского языка), в единственном числе все три формы различаются по роду (xmala «ждать»):
|    | Singularis | Pluralis    |
| 1m | ki xamlin  | ki xamlax   |
| 1f | ki xamlan  | ki xamlax   |
| 2m | ki xamlit  | ki xamlitun |
| 2f | ki xamlat  | ki xamlitun |
| 3m | ki xamil   | ki xamli    |
| 3f | ki xamla   | ki xamli    |

Настоящее длительное время (только для глаголов I породы) образуется присоединением частицы bi и суффиксов к инфинитиву, при этом частица пишется слитно:
|    | Singularis | Pluralis   |
| 1m | bixmalevin | bixmalevax |
| 1f | bixmalevan | bixmalevax |
| 2m | bixmalevit | bixmaletun |
| 2f | bixmalevat | bixmaletun |
| 3m | bixmalele  | bixmalena  |
| 3f | bixmalela  | bixmalena  |

Парадигма будущего времени напоминает парадигму настоящего обычного времени, только частица ki заменяется на частицу bit:
|    | Singularis | Pluralis     |
| 1m | bit xamlin | bit xamlax   |
| 1f | bit xamlan | bit xamlax   |
| 2m | bit xamlit | bit xamlitun |
| 2f | bit xamlat | bit xamlitun |
| 3m | bit xamil  | bit xamli    |
| 3f | bit xamla  | bit xamli    |

Прошедшее простое время образуется присоединением суффиксов к форме страдательного причастия (классического сирийского языка):
|    | Singularis | Pluralis |
| 1m | xmilli     | xmillan  |
| 1f | xmilli     | xmillan  |
| 2m | xmilux     | xmiloxun |
| 2f | xmilax     | xmiloxun |
| 3m | xmille     | xmilun   |
| 3f | xmilla     | xmilun   |

### Лексика
В современном ассирийском языке, помимо исконной лексики (gavra «мужчина», xaya «жить», tla «3»), встречаются заимствования из арабского языка (dars «урок», sabab «причина»), персидского языка (hammaša «всегда», pardesa «рай»), турецкого языка (gami «корабль», tammuze «очищать»), курдского языка (yan «или», kirviš «заяц»).